# Masturbacja dziecięca
Masturbacja dziecięca (zachowania autoerotyczne u dzieci, onanizm niemowlęcy) – występujące często u dzieci w wieku przedszkolnym i wczesnym szkolnym stymulowanie własnego ciała, głównie obszarów erogennych, co interpretuje się jako wielorako motywowane, m.in. poznawaniem ciała, przyjemnością lub radzeniem sobie z nudą, lękiem, samotnością czy agresją.
Zachowania te, choć objęte są kulturowym tabu oraz trudnościami etycznymi i budzące często niepokój opiekunów, generalnie uznaje się za normalne rozwojowo i przejściowe. Nie mają one z reguły kontekstu seksualnego w dojrzałym znaczeniu i nie są skierowane ku innym osobom. Jednakże w szczególnych przypadkach i formach mogą wiązać się z negatywnymi doświadczeniami lub złymi warunkami życia i wymagać interwencji. Na istotność wiedzy opiekunów i odpowiedniej do wieku edukacji seksualnej w tym zakresie zwracają uwagę seksuolodzy, oraz standardy edukacji seksualnej Światowej Organizacji Zdrowia, co jest przedmiotem społecznej debaty i kontrowersji.
Według jednego z przeglądów polskich badań, wspomnienia o zachowaniach autoerotycznych w dzieciństwie odtworzyło z pamięci ok. 40% ankietowanych (ze zmiennością sięgającą od 3–10% do 85%). Badania zagraniczne podają zaobserwowanie takich zachowań u pomiędzy ok. 1% do 77% dzieci w wieku 2–6 lat. Duża zmienność wyników może wiązać się z różnicami metodologicznymi pomiędzy publikacjami, np. kryteriami klasyfikacji obserwacji. Szacowana przeciętna częstość zachowań autoerotycznych to ok. 16/tydzień, ze średnim czasem trwania ok. 9 minut. Ich nasilenie przypada najczęściej na ok. 5 i 6 rok życia.

## Rodzaje i motywy masturbacji
Przeglądy literatury, m.in. dokonany przez Gulczyńską, wskazują na co najmniej trzy główne kategorie zachowań autoerotycznych u dzieci:
- dla przyjemności (przy czym nie jest to motywacja seksualna w dojrzałej postaci) – ok. 35–55% dzieci
- motywowane potrzebą poznawczą i eksplorowaniem własnego ciała (tzw. masturbacja eksperymentalna) – ok. 12% dzieci
- służące zaspokajaniu innych potrzeb, na przykład bezpieczeństwa, bliskości, samouspokojenia lub radzeniu sobie z nudą (tzw. masturbacja instrumentalna)[2] – ok. 8% dzieci

Wyróżnia się także specjalne kategorie:
- w chorobach przewlekłych, zaburzeniach rozwojowych oraz niepełnosprawnościach
- po nadużyciu lub wykorzystaniu seksualnym – co może być przejawem zespołu stresu pourazowego i służyć radzeniu sobie z lękiem

## Ocena diagnostyczna i przesłanki do terapii
Zachowania autoerotyczne u dzieci, także w normalnym rozwojowo zakresie, mogą budzić lęk, niepokój i zażenowanie u rodziców. W zależności od leżących u ich podłoża przyczyn, z reguły uznawane są one za normalne, ustępujące samoczynnie w ciągu najwyżej 1–3 lat, i sugeruje się jedynie, aby opiekunowie i wychowawcy przekierowywali uwagę dzieci na zachowania akceptowalne społeczne, oferowali im inne zajęcia i prowadzili wczesną edukację seksualną o znaczeniu społecznej stosowności, prywatności i intymności tego rodzaju czynów. Dziecko nie powinno być w tym procesie okłamywane, surowo karane czy ośmieszane – może to wręcz przyczynić się do rozwoju późniejszych zaburzeń i niedostosowania. O ile to możliwe, zachowania autoerotyczne powinny być redukowane przez ich ignorowanie lub odwracanie uwagi dziecka. W normalnym zakresie zachowania te nie wiążą się, według aktualnej wiedzy, z żadnymi negatywnymi konsekwencjami w późniejszym życiu. W pewnym stopniu są wręcz źródłem wartościowych doświadczeń istotnych dla rozwoju schematu i obrazu ciała, oraz mogą determinować jakość doświadczeń seksualnych w dorosłości.
Jeśli masturbacja służy radzeniu sobie z emocjami i stresem (masturbacja instrumentalna), może to sygnalizować, iż dziecko ma jakieś problemy z którymi nie jest w stanie się uporać. W takiej sytuacji w pierwszej kolejności wskazana jest pomoc dziecku w opanowaniu nowych sposobów radzenia sobie.
Diagnoza wymaga rozpatrzenia, czy dziecko nie cierpi np. z powodu niedopasowanych ubrań, stanu zapalnego lub infekcji pasożytami. Masturbacja dziecięca jest też czasem mylona np. z padaczką, bólami brzucha lub kolkami. Przy chorobach przewlekłych i niepełnosprawności właściwa może być dodatkowo profesjonalna farmakoterapia i rehabilitacja. Masturbacja kompulsywna, charakteryzująca się trwałością i ekscentrycznym schematem, i taka która zagraża zdrowiu lub życiu, wymaga zintegrowanej pomocy wielu specjalistów.
W przypadku gdy masturbacja dziecięca może być związana z doświadczeniami nadużycia lub wykorzystania seksualnego, konieczna jest diagnoza i pomoc odpowiednich profesjonalistów – zarówno dla dzieci, i rodziców.